# Thomas Bubendorfer
Thomas Bubendorfer (* 14. Mai 1962 in Salzburg) ist ein österreichischer Bergsteiger, Vortragsredner und Autor.

## Leben
Mit 16 Jahren kletterte er verschiedene schwere Wände Free Solo. Im Jahr 1980 gelang ihm – nach Reinhold Messner – in nur vier Stunden die zweite Alleinbegehung der Philipp-Flamm-Route in der Civetta-Nordwestwand in den Dolomiten, welche zu den schwierigeren Freikletterrouten in den Dolomiten zählt. Im selben Jahr bestieg er den 7105 Meter hohen Pik Korschenewskaja im Pamir.
Im Jahr 1988 verunglückte er bei Werbeaufnahmen nahe seiner Heimatstadt in der Liechtensteinklamm schwer, wobei er 20 Meter in felsigem Terrain abstürzte und sich mehrere Wirbel brach. Er konnte sich aber rehabilitieren und begann wieder mit dem Klettersport. Am 1. März 2017 verunglückte Bubendorfer erneut, dieses Mal beim Eisklettern in der italienischen Provinz Belluno. Er stürzte aus einer Höhe von 10 Metern in ein Bachbett und erlitt dabei Kopfverletzungen, Rippenbrüche und innere Verletzungen. Er schwebte vorübergehend in Lebensgefahr. Am 6. April 2017 gab er ein Interview und konnte mit Krücken gehen. Bubendorfer erholte sich vollständig und erkletterte 13 Monate nach seinem schweren Absturz gemeinsam mit Max Sparber und Hans Zlöbl eine neue Route in der Südwand des Großglockners, die sie „Das dritte Leben“ tauften.

## Erfolge
Als herausragende Leistungen sind die 1991 durchgeführte erste Alleinbesteigung der Aconcagua-Südwand an einem Tag sowie 1986 die 23-stündige Nonstop-Alleinbegehung des Fitz Roy zu nennen.
Ebenfalls eine bis heute in dieser Form nicht wiederholte Kletterei (Hubschraubertransport!) ist sein „Fünf-Wände-Enchaînement“, bei dem er 1988 in den Dolomiten fünf Felswände bis zum VII. Schwierigkeitsgrad an einem Tag durchstieg: die Nordwände der Drei Zinnen, die Südwand der Marmolata („Schwalbenschwanz“ mit „Don Quixote“-Ausstieg VI+) und die Nordwestwand („Via Niagara“ VI+) des Sass Pordoi. Um diese insgesamt 3000 Höhenmeter messenden senkrechten bis überhängenden Dolomitenwände zu durchsteigen, wurde er mit einem Hubschrauber von einem Gipfel zum nächsten Wandfuß transportiert.

## Werke
- Der Alleingänger, Pinguin-Verlag, 1984, ISBN 3-7016-2186-1
- Mount Fitz Roy. Die Qualität des nächsten Schrittes, Orac, 1986, ISBN 3-7015-0057-6
- Solo, Lechner Verlag, 1987, ISBN 3-85049-010-6
- Senkrecht gegen die Zeit, Herbig, 1995, ISBN 978-3-7766-1911-9
- ZauberWorte vom Berg, Ars Edition, 2002, ISBN 3-7607-1998-8
- Die Kraft, die uns nach oben trägt, Coppenrath, 2007, ISBN 978-3-8157-7124-2
- Ausgangspunkt jetzt, Reich Verlag, 2007, ISBN 978-3-7243-1005-1
- Life Is Like Mountaineering, China Developement Press, 2012